# Sandträsket (Sorsele socken, Lappland)
Sandträsket är en sjö i Sorsele kommun i Lappland och ingår i Umeälvens huvudavrinningsområde. Sjön har en area på 0,685 kvadratkilometer och ligger 660,2 meter över havet. Sandträsket ligger i Vindelfjällen Natura 2000-område. Sjön avvattnas av vattendraget Sandträskbäcken.

## Delavrinningsområde
Sandträsket ingår i det delavrinningsområde (730270-152844) som SMHI kallar för Utloppet av Sandträsket. Medelhöjden är 759 meter över havet och ytan är 11,81 kvadratkilometer. Det finns inga avrinningsområden uppströms utan avrinningsområdet är högsta punkten. Sandträskbäcken som avvattnar avrinningsområdet har biflödesordning 3, vilket innebär att vattnet flödar genom totalt 3 vattendrag innan det når havet efter 385 kilometer. Avrinningsområdet består mestadels av skog (39 procent) och kalfjäll (50 procent). Avrinningsområdet har 0,68 kvadratkilometer vattenytor vilket ger det en sjöprocent på 5,8 procent.